# Eleições parlamentares europeias de 2013 (Croácia)
As eleições parlamentares europeias de 2013 na Croácia foram realizadas a 14 de abril para eleger, pela primeira vez, os 12 assentos do país para o Parlamento Europeu.

## Resultados Oficiais
| Partido                 | Partido                                           | Votos     | %               | Deputados |
| ----------------------- | ------------------------------------------------- | --------- | --------------- | --------- |
|                         | União Democrática Croata e aliados                | 243 654   | 32,86 / 100,00  | 6 / 12    |
|                         | Partido Social-Democrata e aliados                | 237 778   | 32,07 / 100,00  | 5 / 12    |
|                         | Partido do Trabalho                               | 42 750    | 5,77 / 100,00   | 1 / 12    |
|                         | Partido Agrário - Partido Social Liberal          | 28 646    | 3,86 / 100,00   | 0 / 12    |
|                         | Ivan Jakovčić                                     | 28 445    | 3,84 / 100,00   | 0 / 12    |
|                         | Aliança Democrática Croata de Eslavônia e Baranja | 22 328    | 3,01 / 100,00   | 0 / 12    |
|                         | Crescimento Croata                                | 18 893    | 2,55 / 100,00   | 0 / 12    |
|                         | Acção Jovem                                       | 11 068    | 1,49 / 100,00   | 0 / 12    |
|                         | Partido dos Pensionistas                          | 10 947    | 1,48 / 100,00   | 0 / 12    |
|                         | Partido Croata dos Direitos                       | 10 317    | 1,39 / 100,00   | 0 / 12    |
|                         | Verdes Juntos                                     | 8 599     | 1,16 / 100,00   | 0 / 12    |
|                         | Partido Pirata                                    | 8 345     | 1,13 / 100,00   | 0 / 12    |
|                         | Outros                                            | 69 638    | 9,29 / 100,00   | 0 / 12    |
| Votos Inválidos         | Votos Inválidos                                   | 39 572    | 5,07 / 100,00   |           |
| Total                   | Total                                             | 780 980   | 100,00 / 100,00 | 12 / 12   |
| Eleitorado/Participação | Eleitorado/Participação                           | 3 748 815 | 20,84 / 100,00  |           |
| Fonte                   | Fonte                                             | [ 1 ]     | [ 1 ]           | [ 1 ]     |